# Источни фронт (Други светски рат)
Источни фронт током Другог светског рата је назив за сукобе вођене у источној Европи, озлоглашене по непамћеној жестини, разарању и неизмерним губицима живота. Многи извори укључују Немачку инвазију на Пољску из 1939. у борбе вођене на Источном фронту, али је фокус овог чланка на много већим сукобима вођеним од јуна 1941. до маја 1945, у којима су две главне зараћене стране биле нацистичка Немачка и Совјетски Савез. Совјетски Савез је тријумфовао, и из сукоба изашао као војна и индустријска суперсила. Совјетски Савез је након рата остварио контролу над источном Европом, а Немачка је окупирана и подељена.
На руском, овај сукоб се назива Великим отаџбинским ратом (Великая Отечественная война), име које алудира на Руско – наполеонски отаџбински рат на руском тлу 1812. године. Руско-фински рат се може сматрати северним крилом Источног фронта. Неки историчари овај сукоб називају Руско-немачким ратом, а други користе термин Совјетско-немачки рат или Немачко-совјетски рат.

## Преглед
Рат између Немачке и Совјетског Савеза је отпочео 22. јуна 1941, када су немачке трупе извршиле инвазију на део Пољске који су претходно држали Совјети, а завршио се 8. маја 1945, када су се немачке оружане снаге безусловно предале након Берлинске битке. Немачка је била у прилици да доведе појачања из три своје савезничке земље из сила Осовине - Италије, Мађарске и Румуније као и одређене контингенте колаборационистичких снага из окупираних и вазалних држава: Француске, Белгије, НДХ... - као подршку на фронту и накнадно окупираним територијама. Одређену помоћ је имала и од антикомунистичких партизана као и од Шпанске дивизије. Совјетски Савез је имао помоћ у виду партизана из многих источноевропских земаља, највише из Пољске и Југославије. Осим тога, 1. и 2. пољска армија, које су наоружали и обучили Совјети, се борила уз Црвену армију на Источном фронту.
Источни фронт је био далеко највеће и најкрвавије бојиште Другог светског рата, и заиста има мало сукоба у историји човечанства који се са њим могу упоредити. Подразумевао је више копнених борби него сви остали фронтови Другог светског рата заједно. Црвена армија и остале снаге Совјетског Савеза су успеле да нанесу око 75% губитака - око 2,5 милиона људи - које су претрпеле немачке копнене снаге (Heer и Waffen-SS) током Другог светског рата. Немачки савезници (укључујући Јапан) су изгубили најмање 800.000 војника у борбама са Совјетским Савезом, уз додатних 1,4 милиона који су пали у заробљеништво. Са друге стране, СССР је изгубио најмање 8,7 милиона војника. Већина Немаца који су заробљени су интернирани на принудни рад након рата. Последњи ратни заробљеници су ослобођени тек 1956, након дугих преговора, мада се пола милиона ратних заробљеника није вратило кући услед смрти.
Немачка инвазија на исток је била мотивисана моћним антисловенским расизмом који су нацисти осећали, који није имао пандан на Западном фронту, што је довело до огромне бруталности и према војницима и према цивилима.
Рат је нанео огромне губитке и патње цивилном становништву погођених земаља. Иза линија фронта, зверства према цивилима у зонама које су Немци окупирали су била уобичајена, укључујући и Холокауст. Немачке снаге и њихови савезници су се понашали према цивилном становништву посебно брутално, села су спаљивана, а хиљаде цивилних таоца убијано. Обе стране су учестало практиковале тактику спржене земље. Када су се борбе преместиле на територију насељену Немцима, масовна силовања немачких жена су била уобичајена. Након рата, немачко становништво Источне Пруске и Шлеске је измештено на запад, што је представљало једну од највећих присилних миграција у светској историји.
Велики део борби се одигравао у насељеним местима, или у њиховој близини, и акције обе стране су допринеле огромним жртвама међу цивилима.

## Позадина
Након вишегодишњег одбијања Француске и Велике Британије да потпишу савез с Совјетским Савезом против Нацистичке Немачке, потписан је Споразум Рибентроп-Молотов из августа 1939. Тада је договорен споразум о ненападању између Нацистичке Немачке и Совјетског Савеза, и тајни протокол који је описивао како ће Финска, Естонија, Летонија, Литванија, Пољска и Румунија бити подељене између ове две земље. У инвазији на Пољску 1939. године, две силе су напале и поделиле ову државу, а јуна 1940. Совјетски Савез је претњом да ће употребити силу добио дипломатске ратове против Румуније и три балтичке државе што му је омогућило да мирно окупира Естонију, Летонију и Литванију и да поврати украјинске, белоруске и молдавске територије у северним и североисточним областима Румуније (северна Буковина и Бесарабија).
Током скоро две године, источна граница је била мирна. До маја 1940. трајао је Лажни рат, а затим је Немачка окупирала Данску, Норвешку, Француску, и Балканско полуострво.
Адолф Хитлер је одувек намеравао да прекрши пакт и да нападне Совјетски Савез. У свом Мајн кампфу је говорио о неопходности стицања нових простора за живот Немаца у источној Европи. Планирао је да успостави Немце као расу господара у западној Русији, да већину Руса побије или депортује у Сибир где би ови радили у рудницима. Након чистки 1930-их, сматрао је Совјетски Савез војно слабим и зрелим за освајање: „Ми само треба да развалимо врата, и цела трула структура ће се срушити."
Јосиф Стаљин се бојао рата са Немачком, а уједно је слепо веровао да ће се Хитлер држати споразума. Постоје веровања да је Стаљин одбијао тврдње о припремама Барбаросе као провокације које долазе са британске, па чак и немачке стране. Иако су Немци концентрисали врло велику количину трупа у источној Пољској, и вршили тајне осматрачке летове преко границе, Стаљин је игнорисао упозорења својих, као и страних обавештајаца, и није чинио ништа да би земљу спремио за предстојећи рат. Штавише, на саму ноћ инвазије, совјетске трупе су примиле директиву коју су потписали маршал Семјон Тимошенко и генерал армије Георги Жуков која је гласила (што је захтевао Стаљин): „не одговарати ни на какве провокације“ и „не предузимати никакве акције без посебних наређења“. Немачка инвазија је стога ухватила совјетску војску и руководство потпуно неспремне и у изненађењу.

## Операције

### Инвазија: лето 1941.
У 04:45 22. јуна 1941, четири милиона немачких, италијанских, румунских, и других војника је прешло границе и започело јуриш у Совјетски Савез. Током наредних месец дана, офанзива која се развијала као стабло дрвета је била потпуно незаустављива. Немачке оклопне снаге су опколиле стотине хиљада совјетски војника у огромним џеповима, које су затим смањивале спорије пешадијске дивизије, док су тенкови настављали јуриш.
Циљ Групе армија Север је био Лењинград, преко балтичких држава. Ова армијска група се састојала од 16. и 18. армије, и 4. оклопне групе. Формација је прешла преко Литваније, Летоније, Естоније и руских градова Пскова и Новгорода.
Група армија Центар се састојала од две оклопне групе (2. и 3.), које су се кретале на исток са обе стране Брест-Литовска, како би се спојиле испред Минска, а пратиле су их 2, 4. и 9. армија. Комбиноване тенковске снаге су изашле на реку Березину за само шест дана, 650 km од својих почетних линија. Следећи задатак им је био да пређу реку Дњепар, што је и учињено до 11. јула. Након тога, мета им је био Смоленск, који је пао 16. јула, али је битка за Смоленск блокирала немачко напредовање до средине септембра, што је практично пореметило блицкриг.
Група армија Југ, коју су чиниле 1. оклопна група, 6, 11. и 17. армија је имала задатак да напредује кроз Галицију и у Украјину. Њено напредовање је, међутим, било знатно спорије, и само је коридор према Кијеву био осигуран до средине јула. 11. армија, потпомогнута са две румунске армије, се пробијала кроз Бесарабију према Одеси. 1. оклопна група се за кратко окренула од Кијева, и напредовала је према превоју Дњепра. Када се спојила са 17.армијом код Умана, група је заробила 100.000 Совјета у огромном џепу.
Како се Црвена армија повлачила иза Дњепра и Двине, совјетско руководство је посветило своју пажњу премештању што већег дела тешке индустрије овог региона. Фабрике су расклапане, транспортоване што даље од линије фронта, и поново састављане у удаљеним крајевима иза Урала и у централној Азији. Већина цивилног становништва није могла да буде евакуисана заједно са опремом, и оно је остављено на немилост нацистима.
Освајањем Смоленска и напредовањем према реци Луги, групе армија Центар и Север су завршиле свој први велики задатак: да пређу преко и задрже „копнени мост“ између Двине и Дњепра. Пут ка Москви, сада удаљеној само 400 km, је био широм отворен.
Немачки генерали су се залагали да се одмах изврши напад на Москву, али је Хитлер одбио њихове предлоге, истичући значај заузимања украјинских житница и тешке индустрије, као и концентрисање совјетских резерви у области Гомеља између јужних крила Групе армија Центар, и слабо напредовање Групе армија Југ на јужној деоници фронта. Издато је наређење 2. оклопној групи да се окрене на југ и напредује према Кијеву. Ово је трајало током целог августа и дела септембра, али када се 2. оклопна група спојила са 1. оклопном групом код Локвице 5. септембра 665.000 Совјета је заробљено, и Кијев је пао 19. септембра.

### Москва и Ростов: Јесен 1941.
Хитлер је одлучио да сада настави поход на Москву, и за ту прилику је преименовао оклопне групе у оклопне армије. У операцији Тајфун, која је отпочела 30. септембра, 2. оклопна армија је јуришала дуж калдрмисаног пута од Орела (освојеног 7. октобра) до реке Оке код Плавска, док су 4. оклопна армија (премештена из Групе армија Север у групу Центар) и 3. оклопна армија окруживале совјетске трупе у два велика џепа код Вјазме и Брјанска. Група армија Север се поставила испред Лењинграда и покушавала је да одсече железничку везу од града ка истоку код Тихвина. Тако је отпочела 900-дневна Опсада Лењинграда. Северно од Арктичког круга, немачко-финске снаге су кренуле на Мурманск, али нису могле да допру даље од реке Лице, где су стале.
Група армија Југ је ишла на југ од Дњепра, ка обали Азовског мора, такође напредујући кроз Харков, Курск и Сталино. 11. армија се кретала у Крим, и преузела је контролу над целим полуострвом до јесени (изузев Севастопоља, који се држао до 3. јула 1942). 21. новембра, Немци су заузели Ростов, капију ка Кавказу. Међутим, немачке линије су биле превише растегнуте, и совјетски браниоци су извршили контранапад на најистуреније делове 1. оклопне армије са севера, и натерали Немце да се повуку из града и иза реке Миус; ово је био прво значајно немачко повлачење током рата.
Тек што је отпочела операција Тајфун, руско време је почело да делује. Током друге половине октобра су падале кише, које су претвориле ретке путеве у бескрајна блатишта која су заробила немачка возила, коње и људство. На 160 km до Москве, горе је тек претходило, када је температура почела да се спушта, а снег да пада. Возила су поново могла да се крећу, али људи нису, јер су се смрзавали без зимске одеће. Немачко руководство, очекујући да ће кампања бити готова за пар месеци, није опремило своје армије за зимске борбе.
У последњем јуришу, 15. новембра, Немци су покушали да окруже Москву. 27. новембра, 4. оклопна армија је дошла на само 30 km од Кремља и дошла је до једне окретнице московских трамваја, док 2. оклопна армија никако није успевала да заузме Тулу, последњи руски град који је стајао на путу ка престоници. Након састанка одржаног у Орши између шефа армијског генералштаба, генерала Франца Халдера, и шефова три армијске групе и армија, одлучен је да се крене на Москву, јер је за њих било боље, како је тврдио шеф Групе армија Центар, Федор фон Бок, да окушају срећу на бојишту него да само чекају и омогуће противнику да скупи снаге.
Међутим, до 6. децембра је постало јасно да је Вермахт исувише слаб да освоји Москву, и напад је морао да се прекине. Генерал Жуков је тада отпочео свој контра-напад.

### Совјетска контра-офанзива: Зима 1941.
Током јесени, Жуков је пребацивао свеже и добро опремљене снаге из Сибира и са далеког истока у Москву (ове снаге су биле стациониране тамо у очекивању јапанског напада, али је Стаљинов врхунски шпијун, Рихард Зорге дознао да су Јапанци планирали напад на југоисточну Азију и Пацифик, уместо на Русију). 5. децембра, 1941. појачања су напала немачке линије око Москве, уз подршку нових тенкова Т-34 и ракетних бацача Каћуша. Совјетске снаге су биле припремљене за зимско ратовање, и укључивале су неколико скијашких батаљона. Изнурени и смрзнути Немци су били разбијени и одбачени уназад између 100 и 250 km до 7. јануара 1942.
Даљи совјетски напад је покренут у касном јануару, и његово тежиште је било на раскрсници између Групих армија Север и Центар, између језера Селигер и Ржева, и напад је направио рупу између две немачке армијске групе. У садејству са напредовањем од Калуге на југозапад од Москве, било је планирано да се две офанзиве споје код Смоленска, али су се Немци окупили, и успели да спрече ово спајање, задржавши избочину код Рзева. Совјетски падобрански десант на Дорогобуж је био невероватно неуспешан, и они падобранци који су преживели су морали да беже ка зонама које су држали партизани, које су почеле да се формирају иза немачких линија. На северу, Совјети су опколили немачки гарнизон у Демјанску, који је опстајао помоћу снабдевања из ваздуха четири месеца, и успоставили су фронт код Холма, Велижа и Великијех Луки.
На југу, Црвена армија се пробила преко реке Доњец код Изјума и направила избочину дубоку 100 km. Намера је била да се Група армија Југ прибије уз Азовско море, али како је зима слабила, Немци су били у стању да изведу контра-напад, и одсеку прерастегнуте совјетске трупе у Другој бици за Харков.

### Дон, Волга и Кавказ: Лето 1942.
Мада су били начињени планови да се поново нападне Москва, 28. јуна 1942, офанзива је поново почела у другом смеру. Група армија Југ је преузела иницијативу, направивши упориште фронта битком за Вороњеж а затим пратећи Дон јужно. Основни план је био да се осигурају Дон и Волга, а затим да се уђе на Кавказ према нафтним пољима, али су операциона питања и лична таштина нагнали Хитлера да нареди остваривање оба циља истовремено. Ростов је поново освојен 24. јула када се придружила 1. оклопна армија, а онда је та група кренула на југ према граду Мајкопу. Као део ове кампање, изведена је операција Шамил, чији је план био да група Бранденбрушких командоса обучених у униформе совјетског НКВД-а дестабилизује одбрану Мајкопа, и олакша улазак 1. оклопне армије у нафтни град.
У међувремену, 6. армија се кретала према Стаљинграду. Овој армији током дугог периода није пружала подршку 4. оклопна армија, која је скренула да помогне 1. оклопној армији у преласку преко Дона. Док се 4. оклопна армија придружила стаљинградској офанзиви, совјетска одбрана (сачињена од 62. армије под Василијем Чујковим) се згуснула. Прелазак преко Дона је довео немачке снаге до Волге 23. августа, али наредна три месеца Вермахт ће се борити улицу по улицу у Стаљинградској бици.
На југу, 1. оклопна армија је досегла обронке Кавказа и реку Малку. Крајем августа, румунске планинске јединице су се придружиле Кавкаској кампањи, док су 3. и 4. румунска армија биле прераспоређене након успешно завршеног задатка чишћења азовског приморја. Оне су заузеле позиције са обе стране Стаљинграда. Свесни постојаног антагонизма између својих савезница, Румуније и Мађарске око Трансилваније, Немци су раздвојили румунску армију на Дону од Мађарске 2. армије, Италијанском 8. армијом. Сви Хитлерови савезници су били присутни - укључујући словачки контингент са 1. оклопном армијом, и усташки пук придружен 6. армији.
Офанзива на Кавказу се успорила, пошто Немци нису били способни да се пробију иза Малгобека, до главне мете - Грозног. Уместо тога, они су променили правац напредовања како би му пришли са југа, прешавши Малку крајем октобра и ушавши у Северну Осетију. У првој недељи новембра, у предграђима Орджоникидзеа, 13. тенковска дивизија је била заустављена, и немачке снаге су морале да се повуку. Офанзива у Русији је била готова.

### Стаљинград: Зима 1942.
Док су се немачка 6. армија и 4. оклопна армија пробијале у Стаљинград, совјетске армије су се гомилале са обе стране града, посебно на мостобранима на Дону, које Румуни нису успевали да смање, и са ових мостобрана су Совјети напали 19. новембра 1942. У операцији Уран, два совјетска фронта су се пробила кроз румунске положаје и спојила код Калача 23. новембра, заробивши иза себе око 300.000 војника сила Осовине. Симултана офанзива на сектору Ржева, позната као операција Марс требало је да напредује до Смоленска, али је била неуспешна, јер су је Немци тактички савладали.
Немци су журили да пребаце трупе у Русију у очајничком покушају да подрже напад на Стаљинград, али офанзива није могла да отпочне до 12. децембра, до када је 6. армија у Стаљинграду била већ изгладнела исувише слаба да би подржала офанзиву. Операција Зимска олуја, са три пребачене тенковске дивизије, је брзо напредовала од Котељникова према реци Аксај али је заустављена 65 km од циља. Како би одвратили покушај спасавања немачке 6. армије, Совјети су одлучили да разбију Италијане, и покушају да приђу иза снага које су долазиле у помоћ 6. армији. Ова операција је почела 16. децембра. Оно у чему су Совјети успели је да униште велики број летелица које су дотурале залихе у Стаљинград. Прилично ограничени домет совјетске офанзиве, мада још увек коначно усмерен према Ростову, такође је оставио Хитлеру времена да увиди поенту, и повуче Групу армија А са Кавказа, и назад преко Дона.
Дана 31. јануара 1943, 90.000 преживелих од 300.000 људи из немачке 6. армије се предало. До тада је и мађарски контингент био збрисан. Совјети су напредовали од Дона 500 km на запад од Стаљинграда, марширајући кроз Курск (ослобођен 8. фебруара 1943) и Харков (ослобођен 16. фебруара 1943). Како би очували позицију на југу, Немци су у фебруару одлучили да напусте избочину код Ржева, и војску одатле искористе за успешан контранапад у источној Украјини. Манштајнова контраофанзива, ојачана посебно обученим СС Панцер корпусом опремљеним Тигар тенковима је почела 20. фебруара 1943, и Немци су напредовали од Полтаве назад у Харков у трећој недељи марта, када је већ почело пролећно отапање снега. Ово је оставило истакнуту избочину на фронту, концентрисану на Курск.

### Курск: лето 1943.
После неуспелог покушаја освајања Стаљинграда, Хитлер је преузео планирање нове кампање од Немачке врховне команде и поставио је Гудеријана за Генералног инспектора оклопних јединица. Расправа између немачких генерала о предстојећој офанзиви била је веома поларизована па је чак и сам Хитлер био нервозан због напада на Курску избочину. Све информације које су стигле до Хитлера и Врховне команде говориле су о томе да су Совјети у претходних 6 месеци снажно утврдили Курску избочину и да су на овај део фронта пребацили велики број противтенковских топова, артиљеријских оруђа и минобацача. Међутим, генерални став Немачке врховне команде, који је у великој мери наметнут од стране Хитлера, био је да ће једна снажна немачка офанзива значајно исцрпити совјетске војне потенцијале и стабилизовати за дуже време ситуацију на Источном фронту што би Немачкој омогућило да се избори са очекиваним искрцавањем Западних савезника негде у Европи. Правац напредовања немачких трупа требало је да буде следећи: јужни крак немачких снага требало је да отпочне напад из избочине код града Орла и да напредује северно ка Курску: северни крак немачких снага требало је да напредује из правца Белгорода ка Курску: оба крака требало је да се састану код Тима чиме би обруч око руских снага у Курској избочини био затворен. На овај начин поново би се успоставила линија фронта коју је група армија „Југ“ држала у зиму 1941-42. год.
Иако су Немци знали да су огромне људске резерве Црвене армије исцрпене током лета 1941-42. године. Совјети су и даље попуњавали своје јединице људством које су регрутовали са ослобођених територија.
Под притиском својих генерала Хитлер је донео одлуку да нападне код Курска. Своју одлуку базирао је на информацијама које је прикупио Абвер, а које су у великој мери биле погрешне. Ставка је својим активним деловањем и ширењем дезинформација преко шпијунске мреже Луси у Швајцарској, успела да створи погрешну слику о снази совјетских положаја и совјетских јединица на Курској избочини,а и да прикупи податке о њемачким припремама. Када је почела, немачка офанзива каснила је неколико месеци због чекања на нове немачке тенкове типа Пантер и Тигар који је требало да одиграју кључну улогу у пробијању совјетске линије фронта. Међутим, Совјети су ово одлагање искористили да своје положаје појачају са највећим бројем противтенковских оруђа која су икада била сконцентрисана на једном месту.
На северу је цела немачка 9. армија пребачена из ржевске у орловску избочину са задатком да отпочне напад из Малоархангељска у правцу Курска. Међутим, њене снаге нису успеле да остваре ни први задатак, а то је заузеће Ољховатке која се налазила на само 8 km иза првих совјетских положаја. Напредовање јединица 9. армије у великој мери је успорено дубоким и густим минским пољима које су Совјети посејали дуж одбрамбеног појаса. После само неколико сати борби немачки команданти додатно су исфрустрирани када су схватили да горје на којем су се налазили руски положаји није једина природна препрека на путу ка Курску. Због снажног руског отпора правац напредовања немачке 9. армије усмерен је ка Понирију, западно од Ољховатке, али ни тамо није дошло до пробоја због чега су Немци прешли у дефанзиву. Дубина утврђених положаја омогућила је Русима да успоре и коначно зауставе немачко напредовање на овом правцу чиме су се створили услови за контранапад. 12. јула 1943. године јединице Црвене армије пробиле су немачку линију фронта на споју између 211. и 293. пешадијске дивизије на реци Жиздра и кренуле у правцу Карачева који се налазио у немачкој позадини иза Орла.
Немачка офанзива на југу, коју је предводила немачка 4. оклопна армија састављена од три тенковска корпуса, којом је командовао генерал-пуковник Хот, имала је више успеха. Напредујући са обе стране горњег Доњеца, на уском коридору, 2.СС оклопни корпус и немачка СС. оклопно-гренадирска дивизија „Велика Немачка“ пробијале су се кроз густа минска поља и преко узвишења у правцу Обојања. Жесток совјетски отпор приморао је Немце да промене правац напредовања са источног на западни део фронта, али су немачки тенкови напредовали 25 km у дубину све до сусрета са резервом совјетске 5. гардијске тенковске армије изван Прохоровке. 12. јула се на овом правцу развила велика тенковска битка у којој је учествовало преко хиљаду тенкова. После Другог светског рата, Битка код Прохоровке проглашена је од стране руских војних историчара за највећу тенковску битку у историји. Новија истраживања пружају сасвим другачију слику. Тенковска битка код Прохоровке је заправо био хаотичан и неуспео напад око 250 тенкова совјетске 5. гардијске тенковске армије на одбрамбене положаје немачког II СС корпуса. Неустрашиви фронтални напад био је неочекиван, али и лоше организован, због чега су га немачке јединице успешно разбиле. Совјетски тенкови, око 400 комада уништени су током 12. јула. Немци су изгубили незнатан број тенкова, али су губици у пешадији, која се у блиској борби сукобила са руским тенковима Т-34 били значајни. До краја дана су обе стране била толико исцрпљене да је на овом делу фронта дошло до смиривања ситуације. Без обзира на лоше напредовање северног крака Манштајн је одлучио да настави напад са 4. оклопном армијом. Међутим, без обзира на све, способност Црвене армије да трпи велике губитке у материјалу и људству и да настави да се бори довела је до заустављања немачке офанзиве, иако су немачки губици били знатно мањи од совјетских. Под утицајем неуспеле контраофанзиве на југу, Црвена армија прешла је у офанзиву на северу, код орловске избочине, пробила је немачку линију фронта и избила у позадину немачке 9. армије. Августа  1943. године, Хитлер је повукао II СС оклопни корпус са јужног крака Курске избочине чиме је операција Цитадела окончана неуспехом.
Битка код Курска подсећала је на битке из Првог светског рата - пешадија која напредује под митраљеском ватром и тенкови који нападају на батерије противтенковских топова. Највећи део немачке ратне опреме је био нов и непроверен, а њихове посаде нису биле довољно обучене за руковање новим типовима наоружања. Јединице опремљене новим тешким ловцима на тенкове типа Фердинанд Елефант, наоружаним са одличним немачким топом калибра 88 mm нису биле опремљене митраљезом због чега су постајале лаки плен пешадије или су уништаване од стране совјетских противтенковских топова постављених у формацији у облику потковице која је слабији бочни оклоп немачких оклопних возила излагала њиховој ватри. Ови положаји су такође били заштићени малим рововима за једног или два војника који су били наоружани митраљезима и противтенковским минама, који су онемогућавали немачкој пешадији да напредује уз своје тенкове и да их штити од напада руске пешадије. Курска офанзива је последња офанзива која се по својим размерама може мерити са немачким офанзивама током 1941 и 1942. године. После овог пораза Хитлерово поверење у његове генерале је значајно опало. Његово ментално здравље је такође претрпело тежак ударац што ће се у великој мери одразити и на стратешке одлуке које је доносио до краја рата.

### Украјина: јесен и зима 1943.
Продор совјетских снага у позадину орловске избочине био је веома озбиљан. Чак ни омиљена Хитлерова СС дивизија „Велика Немачка“, која је пребачена из Белгорода у Карачев, није успела да заустави напредовање руских јединица, због чега је донета стратешка одлука да се напусти Орел (Црвена армија ослободила је овај град 5. августа 1943. год.) и да се немачке јединице повуку на Хаген линију испред Брјанска. На југу, совјетске јединице пробиле су фронт немачке Групе армија „Југ“ у близини Белгорода и наставиле да напредују у правцу Харкова. У жестокој покретној бици која је уследила на овом делу фронта, током јула и августа 1943. године немачки тенкови Тигар успели су да успоре и зауставе руски напад на једном делу фронта али су били принуђени на повлачење због пробоја руских јединица у правцу Псела, због чека је Харков коначно морао да буде евакуисан 22. августа.
Немачке јединице које су почетком августа држале положај на Мијусу и које су биле састављене од 1. оклопне армије и поново формиране 6. армије биле су преслабе да би могле да се одупру совјетском нападу који их је приморао да се повуку кроз Донбаски индустријски басен све до Дњепра. Због овог повлачења Немци су изгубили значајне индустријске ресурсе и половину житница које су биле један од главних стратешких циљева инвазије на СССР. Због лоше стратешке ситуације на овом делу фронта Хитлер је био принуђен да се сагласи са општим повлачењем немачких јединица на западну обалу реке Дњепар, на којој је требало да се успостави одбрамбена линија Источни зид (Ostwall), као пандан одбрамбеној линији Западни зид (Westwall) која је изграђена да би заштитила западне границе Немачке. Међутим, у тренутку када је немачка Група армија „Југ“ напустила источну Украјину и почела да се повлачи преко Дњепра, током септембра, ова линија још увек није била изграђена. Совјетске јединице које су у стопу пратиле немачке јединице које су се повлачиле, искористиле су лоше утврђене немачке положаје на западној обали реке да би у ходу форсирале Дњепар на више места и успоставиле мостобране на западној обали. 24. септембра Совјети су покушали да прошире мостобран падобранским десантом у близини Кањева. Иако је овај покушај пропао, нове совјетске јединице које су искористиле заштиту падобранаца, прешле су реку и утврдиле се на мостобрану. Током септембра и октобра месеца немачки положај на Дњепру је постао неодржив док се совјетски мостобран све више и више ширио. Најзначајнији градови дуж Дњепра полако су почели да падају Совјетима у руке. Прво је ослобођен град Запорожје,14.октобра а затим и Дњепропетровск 25.октобра. У јануару 1944. године десет немачких дивизија које су се нашле у совјетском окружењу код Черкасија успело је да се пробије, али уз велике губитке. Затим се у марту двадесет немачких дивизија из састава 1. оклопне армије којом је командовао генерал Ханс-Валентин Хубе, нашло у окружењу у тзв. Хубеовом џепу код Камењец-Подољског. После две недеље тешких борби 1. оклопна армија је успела да се уз велике губитке пробије из окружења.
Даље на Северу, немачка Група армија „Центар“ која је полако потискивана са Хаген линије, изгубила је релативно мало територија, али и важне градове као што су Брјанск 17. и Смоленск, који је ослобођен 25. септембра. Овај град је био кључна тачка комплетног немачког одбрамбеног система, али су немачка 4, 9. армија и 3. оклопна армија још увек држале своје положаје на горњем Дњепру. На делу фронта Групе армија „Север“ једва и да је било борби све до јануара 1944. године када је ослобођен Новгород; до краја фебруара Црвена армија је стигла до Естоније.
Совјетске јединице које су напредовале на јужном делу фронта, избиле су у марту на румунску границу. Одеса је ослобођена  10.априла, а Севастопољ 9.маја 1944. год.

### Белорусија: лето 1944.
На централном делу фронта, масивна совјетска офанзива под називом Операција Багратион, која је почела 22. јуна 1944. године, довела је до уништења немачке Групе армија „Центар“. Немци су део јединица ове групе армија пребацили две недеље пре почетка совјетске офанзиве у западну Европу како би се супротставили савезничком искрцавању у Нормандији. Четири совјетска фронта, састављене од 120 дивизија, сручиле су се на ослабљене немачке положаје.
Совјети су остварили предност од десет према један у тенковима и седам према један у пешадији у односу на Немце. У тренутку напада совјетска бројчана и квалитативна предност је била огромна. Црвеној армији, која је у овој офанзиви ангажовала преко 2,5 милиона војника, Група армија „Центар“ је могла да се супротстави са једва 800.000 војника. Немачки фронт се распао. Главни град Белорусије, Минск, ослобођен је 3. јула 1944. године и у њему је опкољено и заробљено 50.000 немачких војника. Десет дана касније совјетске снаге избиле су на предратну границу са Пољском. Брзо напредовање Црвене армије одсекло је јединице Групе армија „Север“ у Курландији од главнине немачких снага. Операција Багратион је по свим мерилима била једна од највећих у Другом светском рату. Губици Црвене армије износили су 765.815 погинулих, несталих, рањених и болесних војника као и 2.957 уништених тенкова и јуришних топова. Немачки губици износили су око 445.000 војника, од којих је највећи део заробљен.
На суседном делу фронта совјети су 13. јула 1944. године покренули Лавов-Сандомирску офанзиву која је натерала немачке снаге у западној Украјини на повлачење. Црвена армија је на југу ушла у Румунију што је довело до значајних политичких промена у овој држави. У пучу, који је изведен 23. августа збачена је нацистички оријентисана румунска влада што је омогућило совјетима да већ 31. августа уђу у Букурешт. 12. септембра у Москви је потписано примирје између Румуније и Совјетског Савеза под условима које је диктирала совјетска влада. Излазак Румуније из рата створио је велику празнину на јужном крилу Источног фронта, што је за последицу имало губитак читавог Балкана.
У Пољској је брз продор Црвене армије приморао Пољску домовинску армију да започне Операцију Темпест. Током Варшавског устанка совјетска армија зауставила се на реци Висли, немоћна да помогне пољским устаницима у Варшави. Покушај 1. пољске и Црвене армије да помогне борцима у граду одбијен је крајем септембра уз тешке губитке, због издаје лондонских експонената међу устаницима . 
У Словачкој је од августа до септембра 1944. године трајао Словачки народни устанак који је представљао борбу између јединица немачког Вермахта и побуњених словачких трупа. Центар устанка био је у Бањској Бистрици.
Дана 8. септембра 1944. године. Црвена армија отпочела је напад на Дукла кланац на Словачко-Пољској граници. Два месеца касније Руси су пробили линију фронта и ушли у Словачку. Губици обе стране су износили: 85.000 совјетских војника и неколико хиљада Немаца, Словака и Чеха.

### источна Европа: јануар-март 1945.
Јединице Црвене армије су коначно ушле у Варшаву 17.јануара 1945. године након што су је Немци сравнили са земљом и напустили.  Однос снага био је значајно у корист Црвене армије која је имала девет пута више војника, десет пута више артиљерије и десет пута више тенкова и самоходне артиљерије у односу на Вермахт. Након четири дана жестоких борби Црвена армија је пробила немачку линију фронта и наставила даље напредовање преваљујући у просеку 30-40 km дневно. Током ове офанзиве, која је трајала 23 дана, опкољен  је град Познањ, а јединице Црвене армије избиле су на реку Одру, на само 60 km од Берлина. Укупни совјетски губици током ове операције износили су 194.000 војника (мртви, нестали, болесни и рањени) и 1.267 тенкова и јуришних топова.
Дана 25. јануара 1945. године. Хитлер је преименовао постојеће немачке групе армија: Група армија „Север“ преименована у Групу армија „Курландија“; Група армија „Центар“ је преименована у Групу армија „Север“, а Група армија „А“ је преименована у Групу армија „Центар“. Група армија „Север“ је сатерана у мали џеп око града Кенигзберга у Источној Пруској.
Контранапад који је извела немачка Група армија „Висла“, под командом Хајнриха Химлера, претрпео је неуспех 24. фебруара што је за последицу имало совјетски продор у Померанију и чишћење десне обале реке Одре од преосталих немачких јединица. На југу су пропала три немачка покушаја да се деблокира немачки гарнизон у Будимпешти због чега су се немачке јединице у граду предале 13. фебруара. Немачке армије су поново прешле 6.марта у контранапад на Хитлерово инсистирање да се линија фронта поново успостави на реци Дунав. Немачки напад је разбијен 16. марта, а истог дана Црвена армија је прешла у офанзиву. Црвена армија ушла је у Аустрију 30. марта, а Беч је заузет 13. априла.
Кенингсберг је пао 9. априла, али су поједине немачке јединице наставиле да пружају отпор на мостобранима на Хајлгенбелу и у Курландији све до краја рата. Операција у Источној Пруској, иако у сенци Висло-Одранске операције и касније битке за Берлин, била је једна од највећих и најскупљих које је Црвена армија водила у Другом светском рату. У периоду од 13. јануара до 25. априла Црвена армија имала је губитке од 584.788 војника и 3.525 тенкова и јуришних топова.
Почетком априла месеца, Ставка је повукла из борбе 2. Белоруски фронт генерала Константина Рокосовског и пребацила га на запад, на источну обалу реке Одре. Током прве две недеље априла совјети су извршили, до тада, најбржу рокаду јединица на првој линији фронта. 1. Белоруски фронт генерала Георгија Жукова, који се налази на линији фронта од Франкфурта на Одри, на југу, па све до Балтика на северу, пребачен је на део фронта наспрам Зеловских висова. 2. Белоруски фронт заузео је некадашње положаје 1. Белоруског фронта, северно од Зеловских висова. Пребацивање совјетских јединица отворило је привремене празнине у совјетском распореду што су остаци 2. немачке армије, која је била у окружењу у Гдањску, искористили да се пребаце преко реке Одре. На југу је маршал Коњев променио правац напредовања 1. Украјинског фронта који је уместо ка Горњој Шлезији наставио да наступа на северозапад ка реци Ниси. Ова три совјетска фронта укупно су бројала 2,5 милиона војника (укључујући и 75.556 војника 1. пољске армије); 6.250 тенкова; 7.500 авиона; 41.600 артиљеријских оруђа; 3.225 ракетних лансера типа Каћуша и 95.388 моторних возила.

### Берлин: април 1945.
Све што је Совјетима остало да ураде је да лансирају офанзиву и освоје територију која ће касније ући у састав Источне Немачке. Совјетска офанзива је имала два циља. Како је Стаљин гајио сумње у намере западних савезника да предају совјетској страни територију коју би они окупирали а која је припадала послератној Совјетској окупационој зони, офанзива је требало да буде извршена на широком фронту, и да напредује што је могуће брже на запад, како би се са западним савезницима сусрела што је даље могуће. Али главни мотив је био да се освоји Берлин. Ова два циља су била међусобно сагласна, јер запоседање окупационе зоне не би било могуће извести брзо уколико се не заузме Берлин. Такође је значајна била чињеница да су се у Берлину налазили стратешки циљеви, као што су Адолф Хитлер, и њемачки нуклеарни програм.
Офанзива чији је циљ био да се заузме Источна Немачка и Берлин је започела 16. априла нападом на немачку линију фронта на рекама Одра и Најсе. Након неколико дана жестоких борби, Совјетски 1. БФ и 1. УФ су направили рупе у немачкој линији фронта, и јуришали су Источном Немачком. До 24. априла делови 1. белоруског фронта и 1. украјинског фронта су завршили опкољавање Берлина, и Битка за Берлин је ушла у своје финалне етапе. 25. априла, 2. БФ се пробио кроз линију немачке 3. оклопне армије, јужно од Шчећина. Сада им је био слободан пут на запад према Британској 21. армијској групи и на север према балтичкој луци Штралсунд. Совјетска 58. гардијска дивизија из 5. гардијске армије је успоставила контакт са Америчком 69. пешадијском дивизијом из Прве армије близу Торгауа, на реци Лаби.
Дана 29. априла, док су се совјетски војници пробијали ка центру Берлина, Адолф Хитлер се оженио Евом Браун, а затим извршио самоубиство 30.априла попивши цијанид и пуцајући у себе. Хелмут Вајдлинг, командант одбране Берлина, је предао град Совјетима 2. маја. Све заједно, берлинска операција (16. април - 8. мај) је стајала Црвену армију 361.367 војника (мртвих, несталих, рањених и болесних) и 1.997 тенкова и јуришних топова. Немачке губитке у овом периоду није могуће ни приближно одредити.
У 02:41 ујутро 7. маја, 1945, у врховном штабу савезничких снага, немачки начелник генералштаба, генерал Алфред Јодл је потписао документе о безусловној предаји свих немачких снага савезницима. У документима је између осталог стајало Све снаге под немачком контролом ће прекинути активне операције у 23:01 часа по Централно-европском времену, 8. маја 1945. Наредног дана, мало пре поноћи, Кајтел,Штупф и Фидебург потписали капитулацију у Берлину, у штабу маршала Жукова. Рат у Европи је завршен.
У Совјетском Савезу се узима да је рат завршен 9. маја, када је предаја ступила на снагу по московском времену. Овај датум се слави као национални празник, Дан победе (День Победы) у Руској Федерацији и неким другим постсовјетским земљама.
Неке немачке армије су у почетку одбиле да се предају, и наставиле су са борбама у Чехословачкој отприлике до 11. маја.

## Вође
Совјетски Савез и Нацистичка Немачка су биле идеолошки вођене тоталитарне државе у којима су вође имале готово апсолутну власт. Карактер сукоба је стога био одређен личностима вођа и њиховим идеологијама у много већој мери него на било којем другом бојишту Другог светског рата.
Адолф Хитлер је држао ратне акције под чврстом контролом, проводећи доста времена у командним бункерима (најпознатији су били код Растенбурга у Источној Пруској, код Винице у Украјини, и у Берлину). У кључним периодима рата, држао је дневне ситуационе конференције, на којима је користио свој завидни таленат за јавне наступе да придобије за себе генерале који би му се противили.
Веровао је да је војни геније, са потпуним увидом у ратна збивања. У августу 1941. када су Валтер фон Браухич (начелник Вермахта) и Федор фон Бок предлагали напад на Москву, Хитлер је уместо овога наредио опкољавање и освајање Украјине, како би заузео украјинске житнице, индустрију и природне ресурсе. Неки историчари верују да је ова била погрешна одлука, којом је Хитлер пропустио прилику да победи у рату.
Хитлер је веровао да је током зиме 1941—1942. његово тврдоглаво одбијање да допусти немачким армијама да се повуку спасло групу армија Центар. Касније је рекао Ерхарду Милху,
Морао сам да будем непопустљив. Морао сам да кажем чак и мојим најближим генералима да се спакују, два генерала армије, на пример … Овој господи сам само могао да кажем, „Вратите се у Немачку што брже можете – али оставите армију под мојом командом. И армија остаје на фронту."
Успешна совјетска одбрана Москве навела је Хитлера да инсистира на одсудној одбрани територија, чак и када то није имало никаквог војног смисла и да отпушта генерале који су се повлачили без његове изричите дозволе. Официри који су показивали личну иницијативу замењени су са фанатичним Нацистима који су извршавали само његова наређења. Велики број заробљених немачких војника у другој половини рата, у бици код Стаљинграда, у Корсун-Черкаси џепу и на другим местима био је директна последица Хитлерових наређења. Многе дивизије остајале су опкољене у градовима тврђавама или су биле бесмислено жртвоване на неважним секторима фронта зато што Хитлер није дозвољавао повлачење и напуштање освојених територија.
Хитлерово некомпетентно командовање Немачком војском изазвало је фрустрацију код многих његовим фелдмаршала и генерала што је био и један од главних разлога за покушај државног удара 1944. године који је пропао 20. јула исте године и чији организатори и учесници су били осуђени на смрт. После неуспелог државног удара Хитлер је изгубио поверење у војску и у даљем току рата се у потпуности ослањао на СС и на проверене чланове Нацистичке партије. Ограничивши се само на СС и проверене нацисте, Хитлер је до краја рата именовао на кључне положаје у војсци гомилу неспособњаковића и улизица; очигледан пример овакве праксе било је именовање шефа СС Хајнриха Химлера за команданта Групе армија „Висла“ која је учествовала у одбрани Берлина 1945. године који је убрзо подлегао притиску и претрпео нервни слом само да би био замењен са способним немачким генералом Готардом Хајнрицијем.
Хитлерово управљање ратом имало је катастрофалне последице за Немачку армију која се борила до краја рата само захваљујући професионализму и истрајности својих официра и војника. Ипак, савезнички генерали који су читали дешифроване немачке војне депеше увек су били срећнији када је немачким јединицама које су се налазила на правцу њиховог напредовања командовао Хитлер. Ф. В Винтерботом је написао следеће за Хитлерово наређење Герду фон Рундштету да настави напад на запад током Арденске офанзиве:
Из искуства смо знали да кад Хитлер одбије да слуша препоруке својих генерала, ствари крену лоше без изузетка.
Јосиф Стаљин је сносио највећу одговорност због совјетских неуспеха током прве две године рата.
У Великој чистки спроведеној по Стаљиновом наређењу у Црвеној армији тридесетих година 20. века, страдао је високи официрски кадар укључујући и заговорника модерног блицкрига Михаила Тухачевског. На кључна места у армији именовани су опортунисти као што је био Григориј Кулик, који се противио механизацији армије и производњи тенкова. Неповерење у војску довело је до стварања система „двоструког командовања“ у којем је сваки високи официр имао свог политичког комесара који је обавезно био члан Комунистичке партије СССР и који се старао да официр послушно спроводи наређења партије.
Након совјетске окупације источне Пољске, Балтичких држава и Бесарабије 1939-40. године. Стаљин је инсистирао да сваки педаљ окупиране територије буде под контролом војске; због тога су војне јединице са добро утврђених граничних положаја пребачене на запад, на нове границе Совјетског Савеза, на истуреним положајима који су били тешко одбрањиви. Претпостављало се да ће предстојећи рат бити вођен изван граница СССР због чега су слабо разрађивани војни планови за његову одбрану. Са порастом напетости између две земље, на пролеће 1941. године. Стаљин се свим силама трудио да не пружи повод Хитлеру за напад на СССР; због тога је одбио да дозволи да Црвена армија повиси степен борбене готовости када је уочено концентрисање немачких јединица на граници и када су учестали прелети немачких извиђачких авиона. Због овог Стаљиновог одбијања да прихвати стварну ситуацију Немци су успели да у првим данима агресије на СССР униште скоро целокупну руску авијацију која је још увек била распоређена на истуреним аеродромима у близини линије фронта.
Стаљиново инсистирање на сталним контранападима без претходне припреме проузроковале су губитак скоро свих расположивих тенкова којима је Црвена армија располагала 1941. године на Источном фронту; многи тенкови су због лошег планирања и логистичке подршке једноставно остали без горива на путу за бојиште.
За разлику од Хитлера, Стаљин је био способан да учи на својим грешкама и знатно је усавршио своје умеће вођења рата. Врло брзо је схватио опасност коју са собом носи лоша припрема ратних операција због чега је инсистирао на успостављању компетентне команде и контроле над организацијом која је била поверена Ставки, коју су чинили Семјон Тимошенко, Георгиј Жуков и Климент Ворошилов.
У преломној фази рата, током јесени 1942. године. Стаљин је учинио велике уступке армији: поново је успостављена јединствена команда, враћене су еполете које су носили царистички официри који су се прикључили револуцији 1917. године и др. Елитне дивизије добиле су наслов „Гардијске“. Међутим, ови уступци били су уведени заједно са строгим правилима службе: Наредба бр. 277, издата 28. јула 1942. године претила је војним судом оним официрима који се повуку без наређења. Непослушни официри и војници били су прекомандовани у казнене батаљоне и чете, а оне који би покушали да побегну са фронта ликвидирао је НКВД-а на лицу места без претходног суђења.
Чим је постало јасно да ће Совјетски Савез победити у рату Стаљин се постарао да пропаганда стално потенцира његово војно вођство као пресудно за победу у рату; победнички совјетски генерали су гурнути у запећак и никада им није дозвољено да се баве политиком. После рата Црвена армија је претрпела још једну чистку: многи успешни официри су деградирани и распоређени на неважне функције (укључујући и Жукова, Малиновског и Коњева); неколицини је мучењем изнуђено признање за ковање завере због чега су послати у Гулаге. Никоме није дозвољено да угрози Стаљинов култ личности. Једини изузетак било је послератно именовање Жукова за министра одбране.

## Окупација и репресије
Немачка је током 1941. године освојила огромне територије које је требало умирити и на њима успоставити немачку управу. Неки совјетски грађани, углавном у републикама у којима Руси нису чинили већину становништва, дочекали су немачке освајаче као ослободиоце од стаљинистичке репресије. Међутим, није им требало много да схвате да су њихови нови господари скоро исто толико сурови као и њихови претходници. Нацистички оријентисани национални Белоруски, Украјински и Козачки ослободилачки покрети нису уливали поверење Хитлеру; неки од ових покрета прикључени су немачкој војсци док су други брутално угушени. Ни једна од окупираних територија није имала било какав облик самоуправе. Напротив, нацистичка идеологија планирала је да овај део Совјетског Савеза колонизује немачким становништвом, док би домаће становништво било ликвидирано, прогнано или претворено у робовску радну снагу.
Неке окупиране територије, као што је то био случај са Балтичким државама, постале су саставни део Велике Немачке; у другима су формирани Комесаријати који су имали задатак да извуку максималну корист са ових територија. У септембру 1941. год. Ерих Кох је именован за Комесара Украјине. У свом поздравном говору Кох је изнео суштину немачке политике према окупираним територијама: „Ја сам познат као крволочни пас… Наш посао је да из Украјине исисамо сва добра којих се можемо дочепати… Од вас очекујем највећу могућу суровост према локалном становништву."
Злочини према јеврејском становништву на окупираним територијама у Совјетском Савезу су почели одмах по њиховој окупацији. Поред СС Ајнзацгрупа које су окупљале и убијале Јевреје, Немци су охрабривали и локалне антисемите да се укључе у њихов систематски погром. У јулу 1941. год. СС група под командом генерала Ериха фон дем Бах-Зелевског започела је систематско убијање Јевреја, укључујући и масакр код Баби-Јара у којем је убијено 30.000 људи. До краја 1941. године преко 50.000 немачких војника било је ангажовано на ликвидацији Јевреја. Постепена индустријализација овог гнусног подухвата довела је до усвајања тзв. Коначног решења јеврејског питања и до покретања Операције Рајнхард у склопу које су формирани логори за истребљивање Јевреја: машинерија за холокауст. Током три године окупације убијено је између 1-2 милиона совјетских Јевреја. И друге етничке групе, укључујући Роме и Синте, такође су биле мета организованог истребљивања.
Масакр Јевреја и других етничких мањина био је само део смрти које је проузроковала нацистичка окупација. Много хиљада совјетских грађана је такође убијено, али је највише умрло од глади због немачких реквизиција за војску. Током повлачења кроз Украјину и Белорусију 1943-44. године немачки окупатори су дословно примењивали политику "спаљене земље". Немачка војска спалила је многе градове и села, уништила комплетну инфраструктуру и залихе хране и усеве што је за последицу имало смрт многих цивила који су умирали од глади или зиме. Укупан број цивила који су погинули или умрли током Другог светског рата у Совјетском Савезу креће се од 7 милиона (Енциклопедија Британика) до 17 милиона (Overy).
Нацистичка идеологија и суров третман локалног становништва и руских ратних заробљеника подстакла је стварање широког партизанског покрета отпора на окупираним територијама којима су се прикључили чак и антикомунисти и националисти. Партизански покрет на окупираним територијама, који је бројао и до неколико стотина хиљада војника (велики број његових припадника чинили су официри и војници Црвене армије који су током немачког блицкрига 1941. године остали иза немачке линије фронта), као и прилике које немачка војска није искористила, представљају један од главних фактора који су допринели поразу Вермахта на Истоку.

## Индустријска производња
Совјетска победа је у великој мери извојевана захваљујући способности совјетске индустрије да надмаши немачку, упркос великим губицима у људству и територијама. Стаљинови петогодишњи планови су почев од 1930. спровели процес индустријализације области око Урала и централне Азије. Возови који су током 1941. године довозили руске јединице на фронт, у повратку су вршили евакуацију на хиљаде фабрика из Белорусије и Украјине на сигурне области далеко од линије фронта.
Како су током 1943. године људске резерве биле на измаку, Црвена армија је у предстојећим великим офанзивама морала да се ослони на војну технику. Повећање производње војне индустрије постигнуто је на уштрб животног стандарда обичних грађана - повећање је углавном постигнуто применом принципа „тоталног рата“ под паролом „све за фронт“ - као и уз помоћ војне опреме која је у складу са Споразумом о зајму и најму допремана из САД и Уједињеног Краљевства.
Немачка индустрија није могла да се такмичи са Совјетском производњом (у 1943. године. Совјетски Савез је произвео 24.000 тенкова наспрам 13.000 немачких). Совјети су постепено усавршавали постојећу ратну технику, у исто време поједностављујући и убрзавајући процес производње што је знатно утицало на повећање продуктивности војне индустрије. У међувремену, немачка индустрија је била принуђена да развија нову, знатно усавршену војну технику као што су то били тенкови типа Пантер и противоклопни бацачи типа Панцерфауст чији је процес производње био прилично сложен и дуготрајан.

## Жртве
- (извор) Источни фронт је јединствен у Другом светском рату по величини и жестини борби које су на њему вођене. Источни фронт је такође био најсмртоносније ратиште у Другом светском рату. Немачки војни губици на Источном фронту износили су преко 4 милиона војника, совјетски, између 7-8 милиона војника док је број цивилних жртава био око 14 милиона. Овако великом броју жртава допринео је геноцидни карактер убијања у Совјетском Савезу, која су обухватала не само смрти на бојном пољу већ и бројне злочине над цивилним становништвом, убијање ратних заробљеника обе стране, убијање заробљених партизана, масовна немачка неселективна употреба артиљерије и авијације као и бруталност са којом је Стаљин третирао претпостављене непријатеље његовог режима. Честе борбене операције, али највише примена политике „спаљене земље“ довела је до уништења великог броја насељених места као и залиха хране и усева у пољима што је проузроковало додатне патње и смрт цивилног становништва које је умирало од болести, глади и хладноће.[тражи се извор]

Према наводима генерала Романа Руденка током суђења у Нирнбергу, материјална штета у Совјетском Савезу, коју је нанела инвазија сила Осовине, процењује се на 679 милијарди рубаља. Ова штета се састоји у, између осталог, потпуном или делимичном уништењу 2.508 црквених објеката, 1.710 градова, 70.000 села и заселака, 31.850 индустријских постројења, 40.000 миља железничке пруге, 4.100 железничких станица, 40.000 болница, 84.000 школа, и 43.000 јавних библиотека. Седам милиона коња и 17 милиона оваца и коза је заклано или одвезено